# Les Olympiades
Les Olympiades es un conjunto de rascacielos situados en la ciudad de París, en Francia. Se trata de 8 rascacielos de 104 metros de altura y 36 plantas. Cada rascacielos tiene el nombre de una ciudad en la que se han celebrado Juegos Olímpicos. Las torres son:
- Tour Helsinki (Juegos de 1940)
- Tour México (Juegos de 1968
- Tour Londres (Juegos de 1908)
- Tour Sapporo (Juegos de 1972)
- Tour Tokyo (Juegos de 1964)
- Tour Anvers (Juegos de 1920)
- Tour Athènes (Juegos de 1896)
- Tour Cortina (Juegos de 1956)

Estas torres comprenden desde la posición 9 al 16 de las torres más altas de París, estas torres comprenden el 27% de los rascacielos de más de 100 metros de la ciudad.
Es el segundo complejo con más rascacielos de toda Francia, el otro es La Défense (Coubervoie), un suburbio de la capital francesa.

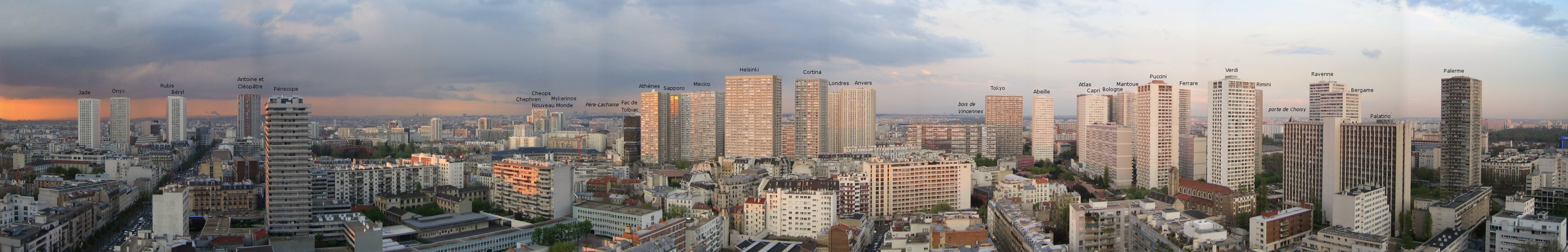
Vista panorámica.

- Datos: Q3527960
- Multimedia: Quartier des Olympiades / Q3527960